# 1482 w polityce

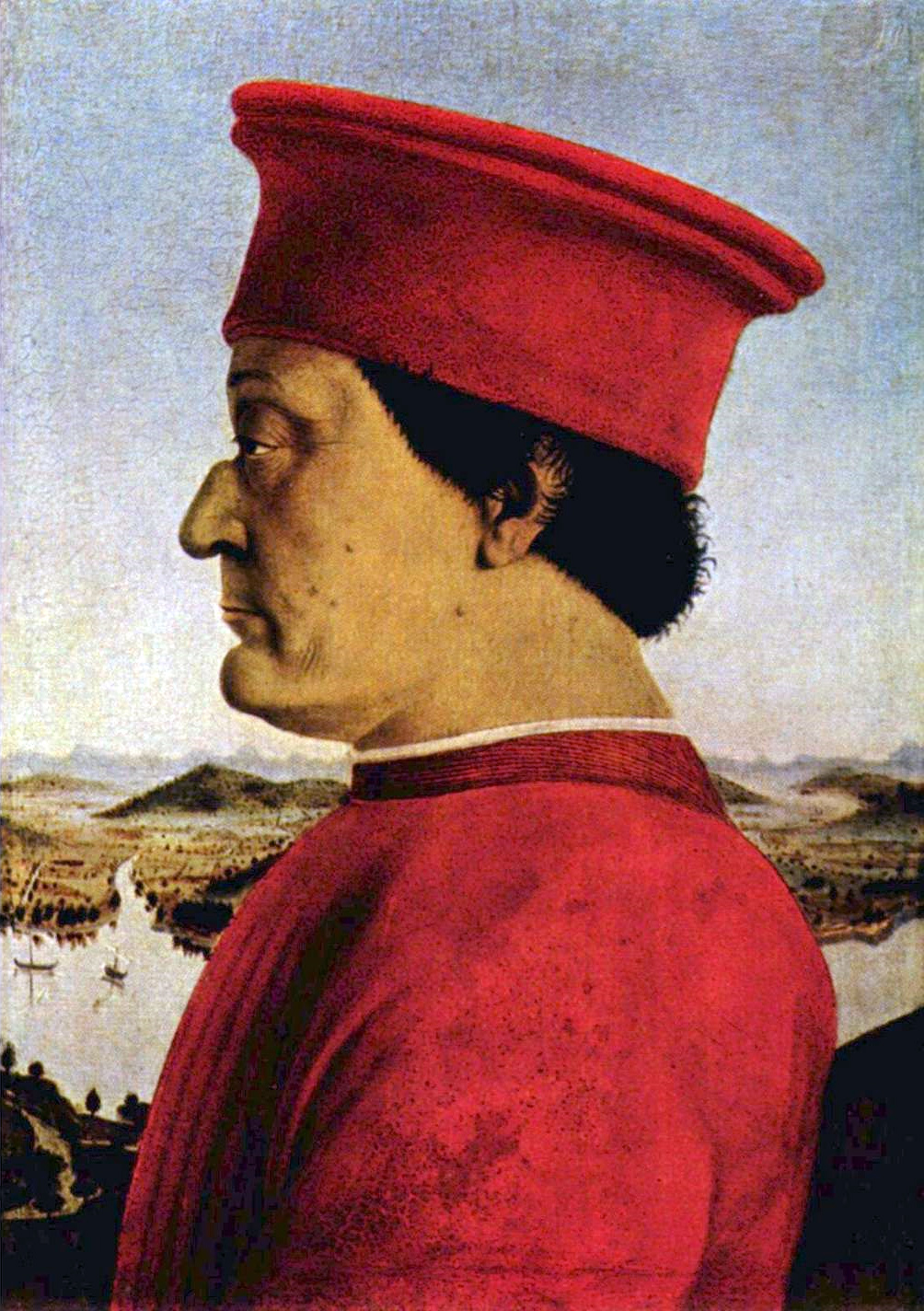
Piero della Francesca, Portret Federica da Montefeltro

Wydarzenia polityczne w 1482 roku.

## Wydarzenia
- Portugalczycy zakładają osadę São Jorge da Mina (obecnie Elmina) w Ghanie.
- Portugalski żeglarz Diogo Cão dopływa do ujścia rzeki Kongo[1].
- Oblężenie Berwick[2] podczas wojen angielsko-szkockich.

## Urodzili się
- 29 czerwca – Maria Aragońska, córka królewskiej pary Hiszpanii, Ferdynanda II Aragońskiego i Izabeli I Kastylijskiej[3], żona króla Portugalii Manuela I Szczęśliwego[4][5][6].

## Zmarli
- 27 marca – Maria Burgundzka, córka księcia Burgundii Karola Zuchwałego, i jego żony Izabeli Burbon, żona arcyksięcia Maksymiliana Habsburga.
- 3 kwietnia – Maksym III Manasses, ekumeniczny patriarcha Konstantynopola[7].
- 23 maja – Maria York, córka Edwarda IV Yorka[8] i Elizabeth Woodville.
- 10 sierpnia – Amadeusz z Portugalii, franciszkanin, błogosławiony Kościoła katolickiego[9].
- 25 sierpnia Małgorzata Andegaweńska, królowa Anglii, żona Henryka VI Lancastera[10].
- 10 września – Federico da Montefeltro, włoski kondotier[11].
- 17 września – Wilhelm II, landgraf Turyngii.
- 22 września – Filibert I Myśliwy, książę Sabaudii.
- Wilhelm I Zwycięski, książę Lüneburga.